# Лінія найменшого опору
Лінія найменшого опору (рос. линия наименьшего сопротивления, англ. line of least resistance, нім. Längenvorgabe f , Vorgabe f) — у вибуховій справі — найкоротша відстань від центру заряду до відкритої поверхні. Служить основним параметром при визначенні величини заряду ВР.